# Таранченко Володимир Васильович
Таранченко Володимир Васильович (26 липня 1933, Київ — 14 листопада 2019, Київ) — радянський, український кінооператор. Лауреат Державної премії СРСР (1988). Заслужений артист України (22.08.1996). Кавалер ордена «За заслуги» III ступеня (2008).

## Біографія
Народився 26 липня 1933 р. у Києві.
Навчався у Всесоюзному державному інституті кінематографії (1961–1963).
З 1958 р. — кінооператор студії «Укркінохроніка».
У листопаді 1988 нагороджений Державною премією СРСР у галузі літератури, мистецтва і архітектури — за документальний публіцистичний фільм «Чорнобиль. Хроніка важких тижнів», виробництва Української студії хронікально-документальних фільмів.
Член Національної Спілки кінематографістів України.
Помер 14 листопада 2019 року у Києві через три тижні після свого найкращого друга та колеги Віктора Кріпченка. Похований на Байковому кладовищі.

## Фільмографія
Зняв фільми:
- «Людина і небо» (1964)
- «Люди над хмарами» (1965)
- «Народний художник Василь Касіян»
- «Крок до мужності» (1968)
- «Чорнобиль — Хроніка важких тижнів» (1986, у співавт.)
- «Невиданий альбом» (1990, Приз «Срібний дракон» МКФ, Краків, 1991; Приз «Людина в небезпеці» МКФ, Лодзь, 1991)
- «Кравчук — сила позиції» (1991)
- «Річниця незалежності» (1992)
- «Оглянься з осені» (1993, співавт. сцен, і співреж. з В. Кріпченком)
- «Час скорботи і пам'яті» (1993, у співавт. з Г. Таракановим)
- «Наш вибір — наша доля» (1994, у співавт. з В. Кріпченком)
- «50 років Перемоги» (1995, у співавт.) та ін.